# Nok (potok)
Nok – potok lewy dopływ rzeki Słopniczanka. Wypływa na wysokości około 560 m na północno-wschodnich stokach Łopienia Wschodniego. Ma trzy niewielkie lewe dopływy i jeden prawy. Po opuszczeniu porośniętych lasem stoków masywu Łopienia spływa przez pola uprawne wsi Zamieście, przepływa przepustem pod drogą krajową nr 28 i na wysokości około 400 m uchodzi do Słopniczanki. Deniwelacja potoku wynosi 260 m, średni spadek 13%.
Nok wypływa w dolnej części lasów Łopienia, ale niemal cała jego zlewnia znajduje się w obrębie pół uprawnych i zabudowań wsi Zamieście w województwie małopolskim, w powiecie limanowskim, w gminie Tymbark.